# Атлетика на Летњим олимпијским играма 2016 — 110 метара препоне за мушкарце
Трка на 110 метара са препонама за мушкарце, била је једна од 47 дисциплина атлетског програма на Летњим олимпијским играма 2016. у Рио де Жанеиру, Бразил. Такмичење је одржано 15. и 16. августа на Олимпијском стадиону Жоао Авеланж.
Титулу олимпијског победника са Олимпијских игара у Лондону 2012 неће бранити светски рекордер Аријес Мерит из САД.

## Квалификовани учесници
У трци на 110 метара са препонама задату норму 13,47 сек. у периоду од 1. маја 2015. до 11. јула 2016. исрчао је 41. такмичар из 27. земаља. Од њих на такмичењу неће учествовати тренутни светски првак Сергеј Шубенков, због суспензије комплетногРуског атлетског савеза. Представници Барбадоса Шејн Бретвајт и Грегмар Свифт нису изабрани од стране Брбадоског савеза. светски првак у десетобоју Демијан Ворнер је норму испунио је у такмичењу у десетобоју у којем ће се и такмичити. Позив да учествују иако немају испуњену норму добили су по један представник Лаоса и Либана.
| #   | Бр. | Земља                     | Такмичари                                                                                |
| --- | --- | ------------------------- | ---------------------------------------------------------------------------------------- |
| 1.  | 3   | Јамајка                   | Омар Маклауд (12,97) Дјус Картер (13,20) Хансл Парчмент (13,33) Ендру Рајли *алтернатива |
| 2.  | 3   | Куба                      | Yordan O'Farrill (13,23) Дајрон Роблес (13,32) Jhoanis Portilla (13,30)                  |
| 3.  | 3   | Немачка                   | Грегор Трабер (13,32 Матијас Биххлер (13,34) Александер Јохн (13,38)                     |
| 4.  | 3   | Сједињене Америчке Државе | Девон Ален (13,03) Рони Еш (13,13) Џеф Портер (13,21)                                    |
| 5.  | 3   | Француска                 | Паскал Марино Лаагард (13,06) Димитри Баску (13,15) Вилем Белосјан (13,28)               |
| 6.  | 2   | Барбадос                  | Рајан Бретвајт (13,21) Грегмар Свифт 13,28)                                              |
| 7.  | 2   | Бразил                    | Жоао Витор де Оливеира (13,45) Едер Соуза (13,46)                                        |
| 8.  | 2   | Канада                    | Џонатан Кабрал (12,35) Секу Каба (13,43)                                                 |
| 9.  | 2   | Уједињено Краљевство      | Лоренс Кларк (13,35) Andrew Pozzi (13,31)                                                |
| 10. | 2   | Шпанија                   | Јидел Контрерасs (13,35) Орландо Ортега (12,94)                                          |

| #   | Бр. | Земља                      | Такмичари                                |
| --- | --- | -------------------------- | ---------------------------------------- |
| 11. | 2   | Пољска                     | Дамјан Чикјер (13,32) Артур Нога (13,37) |
| 12. | 1   | Америчка Девичанска Острва | Еди Ловет (13,31)                        |
| 13. | 1   | Грчка                      | Констадинос Дувалидис (13,33)            |
| 14. | 1   | Јапан                      | Ватару Јазава (14,47)                    |
| 15. | 1   | Јужноафричка Република     | Антонио Алкана (13,28)                   |
| 16. | 1   | Кајманска Острва           | Роналд Форбс (13,35)                     |
| 17. | 1   | Кина                       | Сје Венђуен (13,34)                      |
| 18. | 1   | Кипар                      | Милан Трајковић (13,39)                  |
| 19. | 1   | Колумбија                  | Yeison Rivas (13,36)                     |
| 20. | 1   | Мађарска                   | Балаш Баји (13,28)                       |
| 20. | 1   | Нигерија                   | Антван Хикс (13,27)                      |
| 21. | 1   | Порторико                  | Вилијам Барнс (31,41)                    |
| 22. | 1   | Србија                     | Милан Ристић (13,39)                     |
| 23. | 2   | Тринидад и Тобаго          | Микел Томас (13,37)                      |
| 24. | 1   | Хаити                      | Џефри Јулмис (13,47)                     |
| 25. | 1   | Чешка                      | Петр Свобода (13,44)                     |

## Земље учеснице
Учествовало је 41 спортиста из 27 земаља.
1. Америчка Девичанска Острва (1)
2. Бразил (1)
3. Грчка (1)
4. Јамајка (3)
5. Јужноафричка Република (1)
6. Кајманска Острва (1)
7. Канада (2)
8. Кина (1)
9. Колумбија (1)
10. Кипар (1)
11. Куба (3)
12. Јапан (1)
13. Лаос (1)
14. Либан (1)
15. Мадагаскар (1)
16. Мађарска (1)
17. Немачка (3)
18. Нигерија (1)
19. Пољска (1)
20. САД (3)
21. Србија (1)
22. Тринидад и Тобаго (1)
23. Уједињено Краљевство (2)
24. Француска (3)
25. Хаити (1)
26. Чешка (1)
27. Шпанија (2)

## Систем такмичења
Такмичење у овој дисциплини се одржавало два дана. Првог дана у квалификацијама су учествовали сви такмичари који су постигли квалификационе норме. Такмичари су били подељени у ... група из којих су се по ... првопласираних и ... по постигнутом резултату (укупно ...) пласирали у полуфинале. Другог дана у полуфиналу такмичари су подељени у три групе из који су се по двојица првопласираних и двојица по постигнутом резултату пласирали у финале, које је одржано истог дана.

## Рекорди пре почетка такмичења
| Светски рекорд          | 12,80 | Аријес Мерит · Сједињене Државе | Брисел, Белгија | 7. септембар 2012. |
| Олимпијски рекорд       | 12,91 | Љу Сјанг · Кина                 | Атина, Грчка    | 27. август 2004.   |
| Најбољи резултат сезоне | 12,93 | Омар Маклауд · Јамајка          | Шангај, Кина    | 24. мај 2016       |

### Најбољи светски резултати у 2016. години
Десет најбољих такмичара у трчању на 110 метара са препонама 2016. године пре почетка такмичења (15. августа 2016), имали су следећи пласман.
| 1.  | Омар Маклауд         | Јамајка          | 12,98 | 14. мај |
| 2.  | Девон Ален           | Сједињене Државе | 13,03 | 9. јул  |
| 3.  | Орландо Ортега       | Шпанија          | 13,04 | 15. јул |
| 4.  | Дејвид Оливер        | Сједињене Државе | 13,09 | 11. јун |
| 5.  | Хансл Парчмент       | Јамајка          | 13,10 | 6. мај  |
| 6.  | Димитри Баску        | Француска        | 13,12 | 15. јул |
| 7.  | Паскал Марино-Лагард | Француска        | 13,17 | 19. мај |
| 8.  | Рони Еш              | Сједињене Државе | 13,18 | 11. јун |
| 9.  | Andrew Pozzi         | ВБ               | 13,19 | 23. јул |
| 10. | Дјус Картер          | Јамајка          | 13,20 | 11. јун |
|     |                      |                  |       |         |
| 30. | Милан Ристић         | Србија           | 13,39 | 14. мај |

Такмичари чија су имена подебљана учествују на ЛОИ.

## Сатница
Сатница такмичења на сајту ИААФ
| Датум                      | Време | Ниво          |
| -------------------------- | ----- | ------------- |
| Понедељак 15. август, 2016 | 20,40 | Квалификакије |
| Уторак 16. август, 2016    | 20,40 | Полуфинале    |
| Уторак, 16. август 2016    | 20:45 | Финале        |

## Освајачи медаља
|                        |                          |                           |
| Омар Маклауд · Јамајка | Орландо Ортега · Шпанија | Димитри Баску · Француска |

## Резултати

### Квалификације
Такмичари су били подељени у 5 група. У полуфинале су се квалификовала по 4. првопласирана из свих група (КВ) и 4 на основу постигнутог резултата (кв).

#### Група 1
Ветар: +0,1 м/с
| Место | Стаза | Атлетичар       | Земља      | ЛР    | ЛРС   | Резултат | Белешка    |
| ----- | ----- | --------------- | ---------- | ----- | ----- | -------- | ---------- |
| 1.    | 2     | Омар Маклауд    | Јамајка    | 12,97 | 12,98 | 13,27    | КВ         |
| 2.    | 7     | Џеф Портер      | САД        | 13,08 | 13,21 | 13,50    | КВ         |
| 3.    | 9     | Џефри Јулмис    | Хаити      | 13,47 | 13,47 | 13,66    | КВ         |
| 4.    | 8     | Антвон Хикс     | Нигерија   | 13,09 | 13,21 | 13,70    | КВ         |
| 5.    | 4     | Yeison Rivas    | Колумбија  | 13,36 | 13,36 | 13,84    |            |
| 6.    | 6     | Ватару Јазава   | Јапан      | 13,47 | 13,47 | 13,89    |            |
| 7.    | 3     | Каме Али        | Мадагаскар | 14,61 | 14,91 | 14,89    | ЛРС        |
| -     | 5     | Александер Јохн | Немачка    | 13,35 | 13,38 | ДИСК.    | чл. 168,7б |

#### Група 2
Ветар: +0,4 м/с
| Место | Стаза | Атлетичар        | Земља    | ЛР    | ЛРС    | Резултат | Белешка    |
| ----- | ----- | ---------------- | -------- | ----- | ------ | -------- | ---------- |
| 1.    | 8     | Орландо Ортега   | Шпанија  | 13,04 | 13,12  | 13,32    | КВ         |
| 2.    | 3     | Балаж Баји       | Мађарска | 13,28 | 13,287 | 13,52    | КВ         |
| 3.    | 5     | Милан Трајковић  | Кипар    | 13,39 | 13,39  | 13,59    | КВ         |
| 4.    | 2     | Џонатан Кабрал   | Канада   | 13,35 | 13,35  | 13,63    | КВ         |
| 5.    | 9     | Jhoanis Portilla | Куба     | 13,30 | 13,31  | 13,81    |            |
| 6.    | 6     | Матијас Биххлер  | Немачка  | 13,34 | 13,44  | 13,82    |            |
| 7.    | 4     | Xaysa Anousone   | Лаос     | 14,00 |        | 14,40    |            |
| 8.    | 7     | Дјус Картер      | Јамајка  | 13,20 | 13,20  | ДИСК.    | чл. 168,7б |

#### Група 3
Ветар: +1,4 м/с
| Место | Стаза | Атлетичар              | Земља                      | ЛР    | ЛРС   | Резултат | Белешка |
| ----- | ----- | ---------------------- | -------------------------- | ----- | ----- | -------- | ------- |
| 1     | 4     | Димитри Баску          | Француска                  | 13,12 | 13,12 | 13,31    | КВ      |
| 2     | 9     | Andrew Pozzi           | Уједињено Краљевство       | 13,19 | 13,19 | 13,50    | КВ      |
| 3     | 6     | Ендру Рајли            | Јамајка                    | 13,20 | 13,20 | 13,52    | КВ      |
| 4     | 8     | Жоао Витор де Оливеира | Бразил                     | 13,45 | 13,79 | 13,63    | КВ, ЛРС |
| 5     | 3     | Антонио Алкана         | Јужноафричка Република     | 13,28 | 13,28 | 13,64    | кв      |
| 6     | 2     | Петр Свобода           | Чешка                      | 13,27 | 13,59 | 13,65    | кв}[a]  |
| 7     | 7     | Микел Томас            | Тринидад и Тобаго          | 13,17 | 13,40 | 13,68    |         |
| 8     | 5     | Еди Ловет              | Америчка Девичанска Острва | 13,31 | 13,39 | 13,77    |         |

#### Нотица
a  Петр Свобода је првобитно дисквалификован по правилу 168.7. Његов пласман у полуфинале указује на укидање те одлуке.

#### Група 4
Ветар: +0,1 м/с
| Место | Стаза | Атлетичар             | Земља                     | ЛР    | ЛРС   | Резултат | Белешка    |
| ----- | ----- | --------------------- | ------------------------- | ----- | ----- | -------- | ---------- |
| 1     | 2     | Констадинос Дувалидис | Грчка                     | 13,33 | 13,38 | 13,41    | КВ         |
| 2     | 9     | Девон Ален            | Сједињене Америчке Државе | 13,03 | 13,03 | 13,41    | КВ         |
| 3     | 5     | Грегор Трабер         | Немачка                   | 13,21 | 13,21 | 13,50    | КВ         |
| 4     | 6     | Yordan O'Farrill      | Куба                      | 13,19 | 15,51 | 13,56    | КВ         |
| 5     | 7     | Јидел Контрерас       | Шпанија                   | 13,35 | 13,45 | 13,62    | кв         |
| 6     | 4     | Роналд Форбс          | Кајманска Острва          | 13,36 | 13,36 | 14,67    |            |
| 7     | 8     | Ахмад Хазер           | Либан                     | 13,87 |       | 15,50    |            |
| -     | 3     | Вилем Белосјан        | Француска                 | 13,28 | 13,28 | ДИСК.    | чл. 168,7б |

#### Група 5
Ветар: -0,2 м/с.
| Место | Стаза | Атлетичар             | Земља                     | ЛР    | ЛРС   | Резултат | Белешка |
| ----- | ----- | --------------------- | ------------------------- | ----- | ----- | -------- | ------- |
| 1     | 9     | Рони Еш               | Сједињене Америчке Државе | 12,99 | 13,18 | 13.31    | КВ      |
| 2     | 3     | Паскал Марино Лаагард | Француска                 | 12,95 | 13,17 | 13,36    | КВ      |
| 3     | 5     | Лоренс Кларк          | Уједињено Краљевство      | 13,31 | 13,42 | 13,55    | КВ      |
| 4     | 8     | Едер Соуза            | Бразил                    | 13,46 | 13,62 | 13,61    | КВ,ЛРС  |
| 5     | 2     | Дамјан Чикјер         | Пољска                    | 13,32 | 13,32 | 13,63    | кв      |
| 6     | 7     | Милан Ристић          | Србија                    | 13,39 | 13,39 | 13,66    |         |
| 7     | 4     | Xie Wenjun            | Кина                      | 13,23 | 13,51 | 13,69    |         |
| 8     | 6     | Секу Каба             | Канада                    | 13,43 | 13,64 | 13,70    |         |

Подебљани лични рекорди су и национални рекорди земље коју такмичарка представља
По завршетку званичних квалификација представници Јамајке и Немачке су уложилу жалбе на дисквалификацију њихових такмичара у 1. и 2. квалификцационој трци по члану чл. 168,7б ИААФ правила, због обарања препона у току трке. После те две групе такмичење је прекинуто због пљусака и касније настављено. У жалбама је писало да су услови били негрегулерни, да су такмичари клизали и зато обарали препоне. После дугог већања судијски жири је прихватио жалбу и одлучио да се одржи још једна трка у којој би учесвовали по четири последња такмичара из ових група, а победник ће учествовати у полуфиналу као 25. Због мањка информација на стадиону, од тих тркача оштећени су представници Лаоса и Мадагаскара, које се нису могли пронаћи јер су напустили стадион пре одлуке судијског жирија, па су остали без пласмана, као да нису стартовали.

#### Група 6 репесаж
Ветар: -0,1 м/с.
| Место | Стаза | Атлетичар        | Земља      | Резултат | Белешка    |
| ----- | ----- | ---------------- | ---------- | -------- | ---------- |
| 1.    | 9     | Дјус Картер      | Јамајка    | 13,51    | кв         |
| 2.    | 4     | Yeison Rivas     | Колумбија  | 13,87    |            |
| 3.    | 6     | Ватару Јазава    | Јапан      | 13,88    |            |
| 4.    | 8     | Матијас Биххлер  | Немачка    | 13,90    |            |
| 5.    | 2     | Александер Јохн  | Немачка    | 14,13    |            |
| -     | 7     | Jhoanis Portilla | Куба       | ДИСК.    | чл. 168,7б |
| -     | 3     | Каме Али         | Мадагаскар | НС       |            |
| -     | 5     | Xaysa Anousone   | Лаос       | НС       |            |

### Полуфинале
Учествовало је 25 такмичара: 24 из такмичења о групама и пропласирани из репесажа, који су подељени у три групе. У финале су се пласирали по двојица првопласираних из сваке групе (КВ) и двојица према постигнутом резултату (кв).,
Ветар: Група 1 +0,5 м/с, Група 2 -0,1 м/с, Група 3 +0,3 м/с,
| Место | Група | Стаза | Атлетичар              | Земља                     | Ретзултат | Белешка    |
| ----- | ----- | ----- | ---------------------- | ------------------------- | --------- | ---------- |
| 1     | 2     | 7     | Омар Маклауд           | Јамајка                   | 13,15     | КВ         |
| 2     | 3     | 5     | Димитри Баску          | Француска                 | 13,23     | КВ         |
| 3     | 2     | 5     | Паскал Марино-Лагард   | Француска                 | 13,25     | КВ         |
| 4     | 3     | 8     | Милан Трајковић        | Кипар                     | 13.31     | КВ, НР     |
| 5     | 1     | 7     | Орландо Ортега         | Шпанија                   | 13,32     | КВ         |
| 6.    | 2     | 6     | Девон Ален             | САД                       | 13,36     | кв         |
| 6.    | 1     | 5     | Рони Еш                | САД                       | 13,36     | КВ         |
| 8.    | 2     | 9     | Џонатан Кабрал         | Канада                    | 13,41     | кв         |
| 9.    | 2     | 4     | Грегор Трабер          | Немачка                   | 13,43     |            |
| 10.   | 3     | 4     | Џеф Портер             | Сједињене Америчке Државе | 13,45     |            |
| 11.   | 2     | 8     | Лоренс Кларк           | Уједињено Краљевство      | 13,46     |            |
| 11.   | 3     | 6     | Ендру Рајли            | Јамајка                   | 13,46     |            |
| 13.   | 3     | 7     | Констадинос Дувалидис  | Грчка                     | 13,47     |            |
| 14.   | 1     | 2     | Дамјан Чикјер          | Пољска                    | 13,50     |            |
| 15.   | 1     | 6     | Балаж Баји             | Мађарска                  | 13,52     |            |
| 16.   | 3     | 3     | Јидел Контрерас        | Шпанија                   | 13,54     |            |
| 17.   | 2     | 2     | Антонио Алкана         | Јужноафричка Република    | 13,55     |            |
| 18.   | 1     | 4     | Andrew Pozzi           | Уједињено Краљевство      | 13,67     |            |
| 18.   | 2     | 1     | Петр Свобода           | Чешка                     | 13,67     |            |
| 20.   | 1     | 3     | Дјус Картер            | Јамајка                   | 13,69     |            |
| 21.   | 1     | 8     | Yordan O'Farrill       | Куба                      | 13,70     |            |
| 22.   | 2     | 3     | Жоао Витор де Оливеира | Бразил                    | 13,85     |            |
| 23.   | 3     | 2     | Антвaн Хикс            | Нигерија                  | 14,26     |            |
| -     | 1     | 9     | Џефри Јулмис           | Хаити                     | ДИСК.     | чл. 168,7б |
| -     | 3     | 9     | Едер Антонио Соуза     | Бразил                    | ДИСК.     | чл. 168,7б |

### Финале
Ветар: +0,2 м/с
| Место | Стаза | Атлетичар            | Земља     | Ретзултат | Белешка    |
| ----- | ----- | -------------------- | --------- | --------- | ---------- |
|       | 5     | Омар Маклауд         | Јамајка   | 13,05     |            |
|       | 7     | Орландо Ортега       | Шпанија   | 13,17     |            |
|       | 6     | Димитри Баску        | Француска | 13,24     |            |
| 4.    | 4     | Паскал Марино-Лагард | Француска | 13,29     |            |
| 5.    | 3     | Девон Ален           | САД       | 13,31     |            |
| 6.    | 2     | Џонатан Кабрал       | Канада    | 13,40     |            |
| 7.    | 8     | Милан Трајковић      | Кипар     | 13,41     |            |
| -     | 9     | Рони Еш              | САД       | ДИСК.     | чл. 168,7б |